# Санта-Маргерита-д’Адидже
Санта-Маргерита-д’Адидже (итал. Santa Margherita d'Adige) — коммуна в Италии, располагается в провинции Падуя области Венеция.
Население составляет 2340 человек (2008 г.), плотность населения составляет 184 чел./км². Занимает площадь 13 км². Почтовый индекс — 35040. Телефонный код — 0429.
Покровителем коммуны почитается священномученик Власий Севастийский (San Biagio), празднование 3 февраля.

## Демография
Динамика населения:

## Администрация коммуны
- Официальный сайт: